# Paula Ramos Esporte Clube
El Paula Ramos Esporte Clube fue un equipo de fútbol de Brasil que jugó en el Campeonato Brasileño de Serie A, la primera división de fútbol en el país y que ahora juega en la Segunda División de Florianópolis.

## Historia
Fue fundado el 15 de septiembre de 1937 en el municipio de Florianópolis del estado de Santa Catarina originalmente como un equipo de natación por Porfírio Almeida Gonçalves, João Cristakis, Moacir Schtell, Júlio Ferreira Lobo, Arnoldo Sabino, Adolfo Monteiro Pinto, Rubens Sabino, Abelardo Rupp, Jonas de Oliveira, Dionísio Freitas, Osval Pereira Baixo, Olímpio Monteiro Pinto, Bruno Boos, Adolfo Boos, João José Cunha y Antônio Araújo Figueiredo. El nombre del club fue por sugerencia de Dionísio Freitas por el lugar donde se realizaban las reuniones del club, el Trapiche Vitorino Paula Ramos, donde Porfirio Gonçalves fue elegido como el primer presidente en la historia del club.
En sus primeros años fueron un equipo de categorías aficionadas hasta que se profesionaliza en 1944, jugando por primera vez en el Campeonato Catarinense en 1947 donde termina en cuarto lugar. En 1948 llega a la final estatal, la cual pierde ante el América Joinville.
En los años 1950 logra ganar el torneo inicio de la ciudad en dos ocasiones, y en 1959 consigue su primer logro importante al ganar el Campeonato Catarinense por primera vez al vencer al Caxias Futebol Clube en la final.
Gracias al título estatal logran clasificar por primera vez al Campeonato Brasileño de Serie A de 1960, en aquel entonces conocido como Copa Brasil, donde es eliminado en la primera ronda de la zona sur por el Coritiba FC del estado de Paraná, finalizando en el puesto 14 entre 17 participantes.
Tras el título estatal los jugadores emigraron a otros equipos luego de ser vendidos, aunque siguió ganando el título de la ciudad en otras tres ocasiones y los directivos vieron que mantenerse dentro del fútbol profesional era más difícil cada año, abandonando el fútbol profesional en 1967, aunque todavía está activo en la categoría aficionada.

## Palmarés
- Campeonato Catarinense: 1

1959
- Campeonato de Florianópolis: 6

1947, 1948, 1956, 1961, 1962, 1964
- Torneo Inicio de Florianópolis: 2

1954, 1956